# Ellie Pierce
Eleanor „Ellie“ Pierce (* 29. Mai 1966) ist eine ehemalige US-amerikanische Squashspielerin.

## Karriere
Ellie Pierce war in den 1990er-Jahren auf der WSA World Tour aktiv. 1988 hatte sie ihren Abschluss am Trinity College gemacht, für das sie auch im College Squash aktiv war.
1993 wurde sie Vize-Panamerikameisterin im Einzel. Bei den Panamerikanischen Spielen gewann sie 1995 mit der Mannschaft die Silbermedaille, im Einzel sicherte sie sich Bronze. Mit der US-amerikanischen Nationalmannschaft nahm sie 1990, 1992, 1994, 1996 und 1998 an der Weltmeisterschaft teil. Im Einzel stand sie zwischen 1990 und 1996 viermal im Hauptfeld der Weltmeisterschaft, kam dabei aber nie über die erste Runde hinaus. Sie wurde 1995 US-amerikanische Meisterin.

## Erfolge
- Vize-Panamerikameisterin: 1993
- Panamerikanische Spiele: 1 × Silber (Mannschaft 1995), 1 × Bronze (Einzel 1995)
- US-amerikanischer Meister: 1995